# Home Nations Championship 1906
Home Nations Championship 1906 – dwudziesta czwarta edycja Home Nations Championship, mistrzostw Wysp Brytyjskich w rugby union, rozegrana pomiędzy 13 stycznia a 17 marca 1906 roku. W turnieju zwyciężyły wspólnie Irlandia i Walia.
Od tego sezonu zmieniono wartość punktową zagrań. Zgodnie z ówczesnymi zasadami punktowania dropgol był warty cztery punkty, podwyższenie dwa, natomiast przyłożenie i pozostałe kopy trzy punkty.

## Mecze
| 13 stycznia 1906 | Anglia       | 3:16(3:13) | Walia                                                                    | Athletic Ground, Richmond Sędzia: A. Jardine |
| 13 stycznia 1906 | Hudson 3 (P) | 3:16(3:13) | Hodges 3 (P) Maddock 3 (P) Morgan 3 (P) Pritchard 3 (P) Winfield 4 (2pd) | Athletic Ground, Richmond Sędzia: A. Jardine |

| 3 lutego 1906 | Walia                                      | 9:3(6:0) | Szkocja       | Cardiff Arms Park, Cardiff Sędzia: J.W. Allen |
| 3 lutego 1906 | Hodges 3 (P) Maddock 3 (P) Pritchard 3 (P) | 9:3(6:0) | Macleod 3 (K) | Cardiff Arms Park, Cardiff Sędzia: J.W. Allen |

| 10 lutego 1906 | Anglia                 | 6:16(0:8) | Irlandia                                                      | Welford Road, Leicester Widzów: 10 000 Sędzia: Ack Llewellyn |
| 10 lutego 1906 | Jago 3 (P) Mills 3 (P) | 6:16(0:8) | MacLear 5 (P, pd) Purdon 3 (P) Tedford 6 (2P) Gardiner 2 (pd) | Welford Road, Leicester Widzów: 10 000 Sędzia: Ack Llewellyn |

| 24 lutego 1906 | Irlandia               | 6:13(0:10) | Szkocja                                                           | Lansdowne Road, Dublin Sędzia: Vincent Cartwright |
| 24 lutego 1906 | Parke 3 (P) Robb 3 (P) | 6:13(0:10) | Bedell-Sivright 3 (P) Munro 3 (P) MacCallum 4 (2pd) Macleod 3 (G) | Lansdowne Road, Dublin Sędzia: Vincent Cartwright |

| 10 marca 1906 | Irlandia                                                 | 11:6(8:3) | Walia                   | Balmoral Showgrounds, Belfast Sędzia: John Simpson |
| 10 marca 1906 | MacLear 3 (P) Thrift 3 (P) Wallace 3 (P) Gardiner 2 (pd) | 11:6(8:3) | Gabe 3 (P) Morgan 3 (P) | Balmoral Showgrounds, Belfast Sędzia: John Simpson |

| 17 marca 1906 | Szkocja      | 3:9(3:3) | Anglia                                  | Inverleith, Edynburg Sędzia: J.W. Allen |
| 17 marca 1906 | Purves 3 (P) | 3:9(3:3) | Mills 3 (P) Raphael 3 (P) Simpson 3 (P) | Inverleith, Edynburg Sędzia: J.W. Allen |

## Inne nagrody
- Calcutta Cup –  Anglia (po zwycięstwie nad Szkocją)